# تاریخ زبان انگلیسی کمبریج
تاریخ زبان انگلیسی کمبریج (به انگلیسی: The Cambridge History of the English Language) کتابی 6 جلدی است که بین سال های 1992 تا 2001 منتشر شده است. ویراستار ارشد این کتاب، ریچارد هاگ است. 

## مجلد ها
- جلد اول: از آغاز تا 1066 میلادی، ویراستار ریچارد هاگ
- جلد دوم: 1066-1476 م. ، ویراستار نورمن بلیک
- جلد سوم 1476-1776 م، ویراستار راگر لاس
- جلد چهارم: 1776-1997 م. ، ویراستار سوزان روماینی
- جلد پنجم: انگلیسی در بریتانیا و فرادریاها: اصول و توسعه، ویراستار رابرت برچفیلد
- جلد ششم: انگلیسی در آمریکای شمالی: ویراستار جان الگو

## همچنین ببینید
- تاریخ گرامر زبان انگلیسی کمبریج

## منبع
- ویکی پدیای انگلیسی